# ریسزرد کوبیاک
ریسزرد کوبیاک (انگلیسی: Ryszard Kubiak; ۲۲ مارس ۱۹۵۰ – ۶ فوریهٔ ۲۰۲۲) اهل لهستان بود.
وی در مسابقات کشوری و بین‌المللی در مجموع برندهٔ ۱ مدال نقره، ۱ مدال برنز شده بود.